# Список орнітологічних емблем Австралії
| Країна, штат або територія       | Зображення | Місцева і українська назви                             | Біномінальна назва              | Примітки                                                          |
| -------------------------------- | ---------- | ------------------------------------------------------ | ------------------------------- | ----------------------------------------------------------------- |
| Австралія                        |            | Emu Ему                                                | Dromaius novaehollandiae        | Неофіційна емблема, проте ему і кенгуру зображено на гербі країни |
| Австралійська столична територія |            | Gang-gang cockatoo, Какаду червоноголовий              | Callocephalon fimbriatum        | [ 2 ]                                                             |
| Новий Південний Уельс            |            | Laughing kookaburra Кукабара велика                    | Dacelo novaeguineae             |                                                                   |
| Північна територія               |            | Wedge-tailed eagle Орел клинохвостий                   | Aquila audax                    |                                                                   |
| Квінсленд                        |            | Brolga                                                 | Grus rubicunda                  | [ 3 ]                                                             |
| Південна Австралія               |            | Piping shrike (Australian magpie) Австралійська сорока | Gymnorhina tibicen              | Неофіційна емблема                                                |
| Тасманія                         |            | Yellow wattlebird                                      | Anthochaera paradoxa            | Неофіційна емблема                                                |
| Вікторія                         |            | Helmeted honeyeater                                    | Lichenostomus melanops cassidix |                                                                   |
| Західна Австралія                |            | Black swan Лебідь чорний                               | Cygnus atratus                  | [ 4 ]                                                             |